# China Crisis
China Crisis – brytyjski zespół rockowo-popowy powstały w roku 1979 w Kirkby koło Liverpoolu z inicjatywy Gary Daly i Eddie Lundona. Największy sukces odniósł przebojem "Wishful Thinking" z roku 1983.

## Dyskografia

### Albumy
- 1982 - Difficult Shapes & Passive Rhythms, Some People Think It's Fun To Entertain
- 1983 - Working with Fire and Steel - Possible Pop Songs Volume Two
- 1985 - Flaunt the Imperfection
- 1986 - What Price Paradise
- 1989 - Diary of a Hollow Horse
- 1990 - Collection: The Very Best of China Crisis (kompilacja)
- 1992 - Diary: A Collection (kompilacja)
- 1994 - Warped By Success
- 1995 - Acoustically Yours (Live)
- 1997 - Collection: The Very Best of China Crisis (kompilacja)
- 1998 - The Best of China Crisis (kompilacja)
- 1999 - Wishful Thinking (kompilacja)
- 2002 - Scrap Book Vol. 1 (Live at the Dominion Theatre) (live, koncert z 1985)
- 2003 - Diary: A Collection (kompilacja)

### Single
- 1981 - "African and White"
- 1982 - "Scream Down at Me"
- 1982 - "No More Blue Horizons"
- 1982 - "Christian"
- 1983 - "Tragedy and Mystery"
- 1983 - "Working with Fire and Steel"
- 1983 - "Wishful Thinking"
- 1984 - "Hanna Hanna"
- 1985 - "Black Man Ray"
- 1985 - "Animalistic"
- 1985 - "King in a Catholic Style (Wake Up)"
- 1985 - "You Did Cut Me"
- 1985 - "The Highest High"
- 1986 - "Arizona Sky"
- 1987 - "Best Kept Secret"
- 1989 - "St. Saviour Square"
- 1989 - "Red Letter Day"
- 1990 - "African and White"
- 1994 - "Everyday the Same"
- 1996 - "Black Man Ray" (Live)